# 内蒂·维齐尔斯-蒂默
内蒂·维齐尔斯-蒂默（荷蘭語：Netti Witziers-Timmer，1923年7月22日—2005年1月25日），荷兰女子田径运动员。她曾代表荷兰参加1948年夏季奥林匹克运动会田径比赛，获得女子4×100米接力金牌。